# یانسا
یانکا (به اسپانیایی: Llançà) یک شهرستان در اسپانیا است که در کاتالونیا واقع شده‌است.

## خصوصیات
یانکا ۲۷٫۹۸ کیلومترمربع مساحت و ۴٬۸۶۲ نفر جمعیت دارد و ۴ متر بالاتر از سطح دریا واقع شده‌است.